# Strade Bianche 2012
La Strade Bianche 2012 fou la sisena edició de la Strade Bianche. La cursa es disputà el 3 de març de 2012 sobre un recorregut de 190, seguint carreteres, però també les anomenades strade bianche, pistes forestals. El vencedor fou el suís Fabian Cancellara.

## Equips participants
Catorze són els equips que hi prenen part, amb vuit corredors cadascun. D'aquests, set eren equips amb llicència "UCI Pro Tour" i set més "equips professionals continentals".
| Núm.  | Codi | Equip                     |
| ----- | ---- | ------------------------- |
| 1-8   | BMC  | BMC Racing Team           |
| 11-18 | ASA  | Acqua & Sapone            |
| 21-28 | AST  | Team Astana               |
| 31-38 | COG  | Colnago-CSF Inox          |
| 41-48 | COL  | Colombia-Coldeportes      |
| 51-58 | FAR  | Farnese Vini-Selle Italia |
| 61-68 | GRM  | Garmin-Barracuda          |

| Núm.    | Codi | Equip                      |
| ------- | ---- | -------------------------- |
| 71-78   | LAM  | Lampre-ISD                 |
| 81-88   | LIQ  | Liquigas-Cannondale        |
| 91-98   | MOV  | Movistar Team              |
| 101-108 | PRO  | Project 1t4i               |
| 111-117 | RNT  | RadioShack-Nissan          |
| 121-127 | TT1  | Team Type 1-Sanofi Aventis |
| 131-138 | UNA  | Utensilnord Named          |

## Recorregut
La cursa surt de Gaiole in Chianti i arriba a Siena, a la Piazza del Campo, per totalitzar 190 km. En el recorregut se superen vuit trams de strade bianche, que suposen 57,2 km:
- Sector 1 Radi: del km 35 al 48,5 (13,5 km)
- Sector 2: del km 53,9 al 59,4 (5,5 km)
- Sector 3 Lucignano d'Asso: del km 82,3 al 94,2 (11,9 km)
- Sector 4 Pieve a Salti: del km 95,2 al 103,2 (8,0 km)
- Sector 5 Monte Sante Marie: del km 132,4 al 143,9 (11,5 km)
- Sector 6 Montechiaro: del km 163,7 al 167 (3,3 km)
- Sector 7 Colle Pinzuto: del km 170,4 al 172,8 (2,4 km)
- Sector 8 Le Tolfe: del km 176,7 al 177,8 (1,1 km)

## Classificació final
| Pos. | Ciclista                | Equip                     | Temps      |
| ---- | ----------------------- | ------------------------- | ---------- |
| 1    | Fabian Cancellara (SUI) | RadioShack-Nissan         | 4h 49' 52" |
| 2    | Maksim Iglinski (KAZ)   | Astana Qazaqstan Team     | + 42"      |
| 3    | Oscar Gatto (ITA)       | Farnese Vini-Selle Italia | + 42"      |
| 4    | Alessandro Ballan (ITA) | BMC Racing Team           | + 46"      |
| 5    | Greg Van Avermaet (BEL) | BMC Racing Team           | + 48"      |
| 6    | Roman Kreuziger (CZE)   | Astana Qazaqstan Team     | + 1' 03"   |
| 7    | Francesco Reda (ITA)    | Acqua & Sapone            | + 1' 45"   |
| 8    | Francesco Ginanni (ITA) | Acqua & Sapone            | + 1' 47"   |
| 9    | Elia Favilli (ITA)      | Farnese Vini-Selle Italia | + 1' 47"   |
| 10   | Johan Vansummeren (BEL) | Garmin-Barracuda          | + 1' 57"   |